# Högsjön (Gåsinge-Dillnäs socken, Södermanland)
Högsjön är en sjö i Gnesta kommun i Södermanland och ingår i Trosaåns huvudavrinningsområde.